# Gaius Duilius

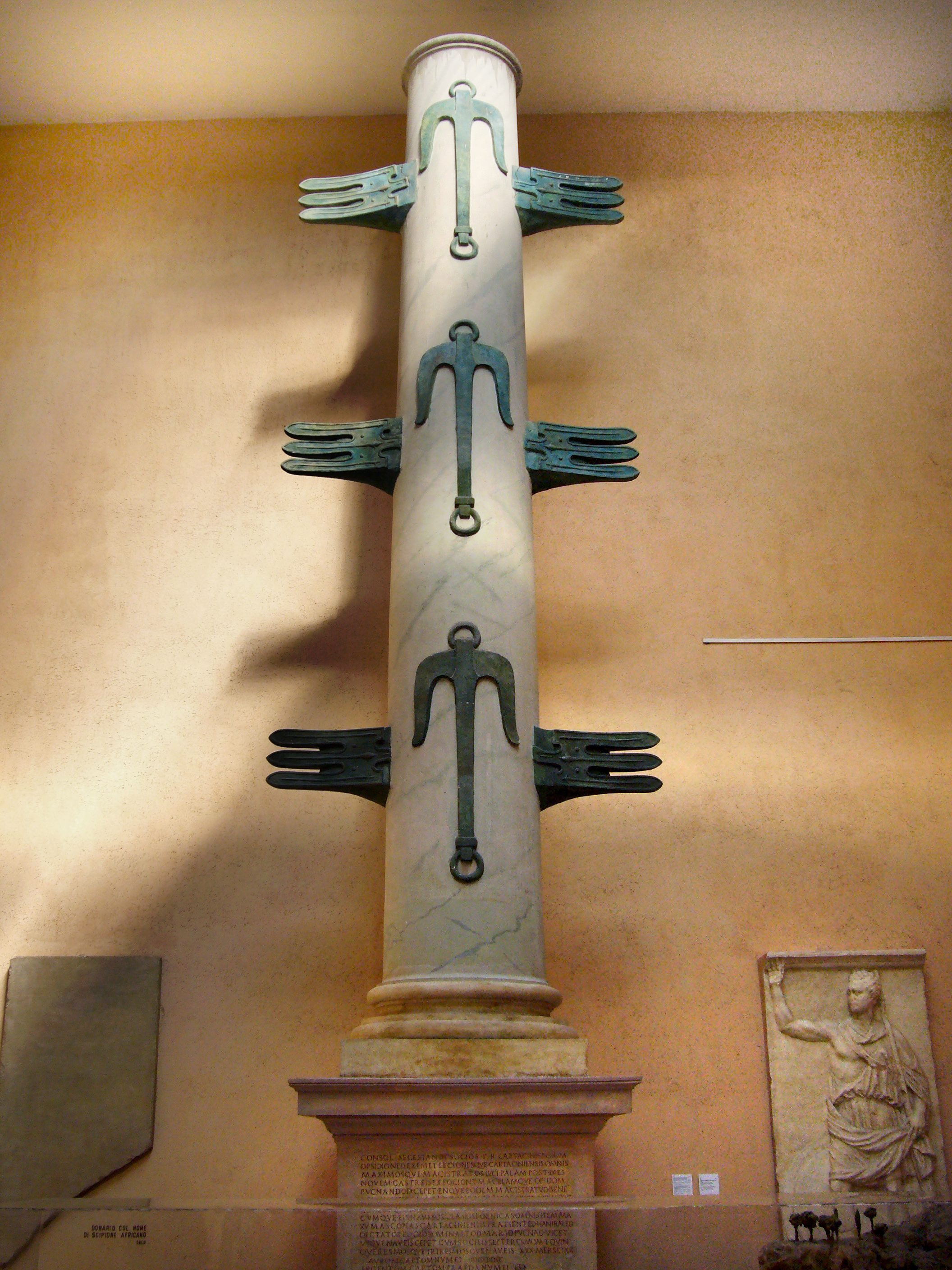
Rekonstruktion der antiken Ehrensäule mit Rammspornen und Ankern, um 260 v. Chr.

Gaius Duilius war ein römischer Politiker und Konsul im Ersten Punischen Krieg. Er stammte aus der plebejischen gens Duilia.
Über seinen familiären Hintergrund oder Karriereanfang ist nicht viel bekannt, zumal er nicht zu einer der traditionsreichen Familien der römischen Aristokratie gehörte. Dennoch gelang es ihm für das Jahr 260 v. Chr., während des Ersten Punischen Krieges gegen Karthago, zusammen mit Gnaeus Cornelius Scipio Asina zum Konsul gewählt zu werden. Ob Duilius dabei das Kommando über die neu erbaute Flotte der Römer erhielt oder über die Landstreitkräfte auf Sizilien, ist wegen widersprüchlicher Quellenangaben nicht geklärt.
Die Fehler des Scipio Asina im Zusammenhang mit der Schlacht bei den Liparischen Inseln und dessen Gefangennahme machten Duilius jedoch bald zum einzigen Befehlshaber. Er traf wenig später mit dem Rest der römischen Flotte auf die karthagischen Schiffe unter Hannibal Gisko. Die folgende Schlacht von Mylae wurde zu einem überwältigenden Sieg für die Römer, im Wesentlichen wohl aufgrund des Einsatzes der „Corvus“ genannten Enterbrücken. Duilius nahm eine Reihe gegnerischer Schiffe in Besitz, Giskos Flaggschiff inbegriffen. Er war der erste Römer, der für einen Sieg zur See mit einem Triumphzug geehrt wurde. Die mitgeführten Rammsporne vom Bug der eroberten Schiffe wurden später in eine zu Ehren des Duilius auf dem Forum Romanum errichtete Ehrensäule (Columna rostrata) integriert. Diese Säule befand sich für die nächsten Jahrhunderte gegenüber der Curia Iulia am nördlichen Rand der Via Sacra, nur wenige Meter von der Stelle entfernt, an der später der Septimius-Severus-Bogen errichtet wurde; sie wurde im Jahr 1565 wiederentdeckt.
Duilius war 258 v. Chr. Zensor, scheint sich danach aber aus dem politischen Leben Roms zurückgezogen zu haben. Erst 231 v. Chr. übernahm er noch einmal das Amt eines Diktators zur Durchführung von Wahlen.
In der Neuzeit wurden mehrere Kriegsschiffe der italienischen Marine nach ihm benannt.

## Belege
1. ↑  Polybios (Pol. I 21–23) sagt, Duilius habe zunächst die Landstreitkräfte befehligt, in der Überlieferung des Geschichtswerkes des Cassius Dio von Johannes Zonaras dagegen ist er von Beginn an Kommandant der Flotte (Zon. VIII 10 und 11).

| Personendaten    | Personendaten                  |
| ---------------- | ------------------------------ |
| NAME             | Duilius, Gaius                 |
| KURZBESCHREIBUNG | römischer Politiker und Konsul |
| GEBURTSDATUM     | 3. Jahrhundert v. Chr.         |
| STERBEDATUM      | 3. Jahrhundert v. Chr.         |